# ガブリエラ・ブービエ
ガブリエラ・アナリア・ブービエ・ベラスケス（Gabriela Analia Bouvier Velázquez、女性、1991年11月27日 - ）は、ウルグアイのプロボクサー。第3代IBF女子世界フライ級王者。マルドナド県アイグア出身。

## 来歴
2010年2月13日、プンタ・デル・エステでデビュー戦を行い、3-0の判定勝ちを収めデビュー戦を白星で飾った。
2010年7月3日、マルドナド県アイグアでダイアン・リベイロと対戦し、6回判定で引き分けた。
2010年9月25日、モンテビデオでクラウディア・ ロマッツィと対戦し、3-0の判定勝ちを収めた。
2010年12月17日、マルドナドでクラウディア・ ロマッツィとウルグアイ女子フライ級王座決定戦を行い、3-0の判定勝ちを収め王座獲得に成功した。	
2011年5月21日、ミチョアカン州モレリアでWBC女子世界フライ級王者マリアナ・フアレスと対戦、プロ初黒星となる7回1分58秒TKO負けを喫し王座獲得に失敗した。
2011年9月3日、マルドナドでマルタ・ソレダー・フンコスと対戦し、3-0の判定勝ちを収め再起に成功した。
2011年10月15日、トラスカラ州カルプラルパンでWBC女子世界フライ級王者マリアナ・フアレスと対戦し、4回1分12秒TKO負けを喫しまたしても王座獲得に失敗した。
2012年6月2日、プンタ・デル・エステでカロリーナ・マリア・ブリトスとWBC女子ラテンアメリカフライ級王座決定戦を行い、初回1分17秒TKO勝ちを収め王座獲得に成功した。
2012年9月29日、ミチョアカン州モレリアでズリーナ・ムニョスとWBC女子世界スーパーフライ級シルバー王座決定戦を行い、9回1分19秒TKO負けを喫し王座獲得に失敗した。
2012年12月15日、モンテビデオでエリー・ムニョスと対戦し、3-0の判定勝ちを収め再起に成功した。
2013年4月13日、エントレ・リオス州パラナでIBF女子世界スーパーフライ級王者デボラ・ディオニシウスと対戦し、0-3の判定負けを喫し王座獲得に失敗した。
2013年8月2日、ブエノスアイレスでロミナ・エリザベス・アルカントラと対戦し、2-1の判定勝ちを収め再起に成功した。
2013年10月25日、マルドナドでフロレンシア・ロクサナ・カンテロスとIBF女子世界フライ級王座決定戦を行い、3-0の判定勝ちを収め王座獲得に成功した。
2014年4月11日、マルドナドでカロリーナ・アルバレスと対戦し、3-0の判定勝ちを収め初防衛に成功した。
2014年12月19日、ブエノスアイレス州レメディオス・デ・エスカラダでレオネラ・ジュディカと対戦し、1-2の判定負けを喫し2度目の防衛に失敗、王座から陥落した。

## 戦績
18戦 12勝（2KO） 5敗 1分

## 獲得タイトル
- ウルグアイ女子フライ級王座
- WBC女子ラテンアメリカフライ級王座
- 第3代IBF女子世界フライ級王座（防衛1）